# Vallon-Gruppe
Mit Vallon-Gruppe (italienisch Sottogruppo del Vallon) wird eine Untergruppe der Brentagruppe in den Südlichen Kalkalpen bezeichnet. Höchster Gipfel der Gruppe ist die Cima del Vallon mit 2968 m s.l.m.

## Geographie

### Lage und Abgrenzung
Die kleine Gruppe liegt im südlichen Bereich der Brentagruppe. Sie zweigt bei der Cima di Pratofiorito am Passo del Vallon Orientale (2870 m) in südwestlicher Richtung von der Hauptkette gehörenden D’Ambiéz-Kette ab. Im Norden wird die Vallon-Gruppe vom Val di Nardis und den nördlich davon angrenzenden Fracingli abgegrenzt. Im Westen grenzt die Gruppe an das von Süd nach Nord verlaufende Val d’Agola sowie an das von Nord nach Süd verlaufende Val d’Algone. Letzteres bildet zugleich die Grenze zur westlich davon liegenden Sabion-Kette. Im Süden bildet das der Gruppe namensgebende Kar Vallon die Grenze zur östlich und südlich angrenzenden D’Ambiéz-Kette.

### Aufbau
Die Gruppe setzt sich aus einer Reihe von Bergkämmen zusammen. Der Hauptkamm verläuft vom Passo del Vallone Orientale zunächst in westlicher und dann in südwestlicher Richtung um die obere der beiden Vallon-Senken. Auf diesem Hauptkamm liegen mit dem Croz delle Selvate (2898 m), der Cima Padaiola (2900 m) und der Cima del Vallon auch die drei höchsten Erhebungen der Gruppe. Vom Croz delle Selvate zweigt ein weiterer Kamm in nordwestlicher Richtung ab, der das Val Nardis mit den Resten des Pratofioritogletschers vom Val di Sacco mit dem XII-Apostoli-Gletscher abgrenzt und an dessen Ende sich die Pala di Mughi (2321 m) erhebt. Ein kürzerer und ebenso zerklüfteter Kamm zweigt von der Cima Padaiola in nordwestlicher Richtung ab, auf dem die Cima Padaiola Bassa (2839 m) und die Cima dei Camerotto (2639 m) liegen. Ein dritter und letzter Kamm biegt von der Cima del Vallon nach Westen ab, auf dem sich die Cima della Finestra (2618 m), auch als Cima del Bus bekannt, befindet.

### Gipfel
- Cima del Vallon, 2986 m
- Cima Padaiola, 2900 m
- Croz delle Salvate, 2898 m
- Cima Padaiola Bassa, 2839 m
- Cima dei XII Apostoli, 2699 m
- Cima dei Camerotto (2639 m)
- Cima della Finestra, 2618 m
- Pala dei Mughi, 2321 m

### Geologie
Die Vallon-Gruppe besteht wie die nördlich angrenzende Fracingli-Gruppe aus verschiedenen Kalkstein-Formationen. Letztere gehören der Gruppe der Graukalke an und konzentrieren sich auf die Rotzo- und Monte-Zugna-Formation sowie auf den Loppio-Oolith. Sie sind jünger als der Dolomia Principale der Hauptkette und reichen vom Rhaetium in der Obertrias bis zum Pliensbachium im Unterjura.

## Alpinismus
Die zerklüftete Gruppe mit ihren mit Schutt und Geröll gefüllten Karen gehört zu den nur wenig erschlossenen Gebieten der Brenta. Das brüchige Gestein eignet sich nur bedingt zum Klettern. Die alpinistische Erschließung begann  mit der Erstbesteigung der Cima del Vallon am 11. September 1877 durch George Gaskell und Maurice Holzmann, geführt von Alessando Lacedelli. Als Stützpunkte eignen sich das Rifugio Dodici Apostoli und das Rifugio Ghedina im Val d’Algone.